# Бабка (Воронежская область)
Бабка — село в Павловском районе Воронежской области Российской Федерации. Расположено близ реки Дон. Основано в XVII веке. Население — 686 человек (2011). По численности населения село является крупнейшим среди населённых пунктов Павловского района, не являющихся административными центрами муниципальных образований.
Село относится к Александро-Донскому сельскому поселению, административным центром которого является село Александровка Донская. Там же размещены административные органы, которым подчинено село Бабка. Главой Александро-Донского сельского поселения с 15 марта 2012 года является Владимир Иванович Антоненко.

## Название
Село получило название по протекающей рядом реке Бабка (также называемой как Бабочка или Бабий Лог).
По наиболее распространённой версии, река называлась так по водившимся в этих местах птицам-бабам. Есть версия, что это были пеликаны, но многие исследователи отождествляют их с журавлями. На окраине села существовало болото – Бабья заводь, — на котором обитало множество птиц-баб. Луг рядом с заводью также называли Бабьим.
Согласно другой версии, по берегам речки Бабочки стояли идолы-бабы времён Древней Руси. Возможно, обломок каменной головы такой фигуры ныне хранится в краеведческом музее Нижнего Мамона.
Историки-краеведы больше склоняются к первой версии, но археологи не отрицают и вторую версию.

## Геральдика
У села имеется проект герба. Создан в 1992 году. На гербе сверху изображён пеликан, а снизу — вода, и в ней рыба.

## Физико-географическая характеристика

### Географическое положение

Озеро Растошное

Село находится на Калачской возвышенности, в водоразделе левого берега Среднего Дона. Местность издавна была степная, а берег — песчаный. Попытки насаждения деревьев и кустарников поначалу были безуспешными. В 1937—1941 годах песчаные пустоши начали засаживать сосной, которая стала приживаться, и в 1945—1954 годах было засажено несколько тысяч гектаров.
К югу от села находятся озёра, возникшие в результате сужения русла Дона, наиболее крупные из которых — Золотое, Растошное, Карасеватое, Тряпицыно, Костромское (Подгорное). Озеро Золотое получило название по своей ценности и красоте. По другой версии, когда-то в озере утонула карета с золотом и драгоценностями. Существует две версии происхождения названия озера Растошное: от слова «рассоха», что означало в XVII—XVIII веках развилку, или от того, что в озере купались только богатые люди, а бедные говорили по этому поводу «Тошное ты, да растошное!». Озеро богато рыбой, но с годами мельчает. Озеро известно своими рекреационными ресурсами.
Расстояние до районного центра — Павловска — 25 км, до Александровки Донской — 13 км. В 1,1 км к юго-востоку от села протекает река Бабий Лог (Бабка). Эта река раньше была глубоководной, однако сейчас её можно перейти вброд.
Село, как и вся Воронежская область, живёт по Московскому времени.

### Климат
Природно-климатические условия, природные ресурсы ограниченно благоприятны для основных видов хозяйственно-градостроительной и рекреационной деятельности в связи с развитием экзогенных геологических процессов.
Освоение ограниченно благоприятных площадок потребует проведение мероприятий по инженерной подготовке (вертикальная планировка, понижение грунтовых вод, защита от затопления и др.), а также инженерно-геологических изысканий с целью выявления просадочных грунтов и карста. Территория поселения расположена в зоне умеренно континентального климата, с жарким и сухим летом и умеренно холодной зимой с устойчивым снежным покровом и хорошо выраженными переходными сезонами.
На размытой поверхности кристаллического фундамента залегают девонские отложения, перекрытые меловой системой, а также палеогеновыми, неогеновыми и четвертичными образованиями. Комплекс покровных отложений представлен лёссовидными суглинками и супесями и в меньшей степени песками.

## История

### Местность до XVII века
Археологи находят остатки каменного, бронзового и железного веков на Среднем Дону, в том числе и на территории Павловского района. В древности эту территорию заселяли мамонты, о чём говорят раскопки в селе Шкурлат. После ледникового периода, с развитием почвенного состава Земли, менялся рельеф, река Дон углублялась, подмывала правый берег и отходила от левого, образовывая потоки и озёра.
По Донским степям в первые века нашей эры кочевали скифы и сарматы. В IV веке сарматов вытесняют гунны. Печенеги были вытеснены половцами. Во времена Киевской Руси на Среднем Дону поселились вятичи. Они занимались охотой, скотоводством, рыболовством, земледелием. Но в X-XI вв. эти поселения пришлось покинуть из-за постоянных набегов кочевников. С монголо-татарского нашествия и до XVI в. придонские степи считаются Диким полем. По ним кочевали монголо-татары, образовавшие здесь своё государство – Золотую Орду.
После окончания монголо-татарского ига крымские татары делали набеги на южные рубежи Московского государства. Для защиты российских земель была построена Белгородская черта, включавшая 27 городов-крепостей. Но территория будущего Павловского района не была защищена от татарских набегов. Эта территория вошла в состав Русского царства в конце XVI в., но хозяйственное освоение земель и создание постоянных поселений осложнялось угрозой набегов крымских татар.

### XVII век — 1917
История села тесно связана с историей Воронежского уезда, который начал складываться после основания в 1586 году города-крепости Воронеж, построенного для организации сторожевой службы на юге России. В XVII в. появляются промысловые «ухожья» — незаселённые земли, сдаваемые воронежским воеводой в аренду для рыбного и пушного промысла.
Значительная часть уезда ещё не была заселена. В 1614 году по царскому указу на некоторых местах были заведены государственные откупные ухожья (ухожаи). Арендаторы платили определённую сумму в казну: от 5 до 50 рублей. Система пользованиями угодьями имела временный характер из-за угрозы нападения татар. В «Дозорной книге 1615 года» в числе других упоминается Бабий (Бабей) ухожай. Эта дата считается датой основания села. В выписке из «Воронежских писцовых книг» упоминается этот ухожай:
Вотчина Бабей ухожей за беломестными же ататаманом Киреем за Поздровокою с товарыщи, а что с той вотчины откупных денег, и того обыскные люди не ведают, а по сказке Напрасные слободы торгового человека Филиппа Портепо монастыря (мастера) с товарыщи, что оброку с той вотчины платить Государственную казну на год по пяти рублёв
В писцовых книгах воронежского воеводы Григория Кириевского упоминается, что у Бабьей заводи находится небольшое селение – 15 дворов, перечисляются его жители и назван оброк – 3 рубля, 5 алтын и 2 деньги.
Вольное заселение земель близ Битюга начинается с 1636 года. К осени 1698 года на Битюге, Икорце и Осереди существовало 18 поселений. В связи с тем, что там было много беглых, 23 апреля 1699 года Пётр I издал указ о выселении беглых русских и черкасс с Битюга. 1515 существовавших на тот момент дворов было сожжено, а жители перегнаны в другие места. В 1701 году на Битюг были переселены дворцовые крестьяне из других уездов. В связи с массовым бегством этих крестьян в 1704 году из северных уездов вновь были переселены государственные крестьяне.
Оставшиеся крестьяне закрепились в долине Битюга, образовав поселения Бобровск, Шестаково, Бабка. Старожилы села Бабка, вероятно, переселились сюда из Костромского уезда – или из Данилова, или из Белоозера. Они занимались земледелием и платили оброк хлебом. Затем село стало принадлежать помещикам Александру и Михаилу Завалевским.
В 1740 году некоторым помещикам было приказано переселиться в Донские степи и заняться хлебопашеством, но они не ехали, боясь разбойных людей. Из Воронежа приезжал на охоту помещик Иваненков, построивший на берегу реки Трепицыно особняк. В 1741 году сюда переселили из Костромского уезда помещика Фёдорова с крепостными крестьянами. Фёдоров поселился в усадьбе в селе, где у него ещё был большой сад с прудом. Крестьяне занимались землепашеством, а хлеб поставляли сторожевой рати в город Усерд.

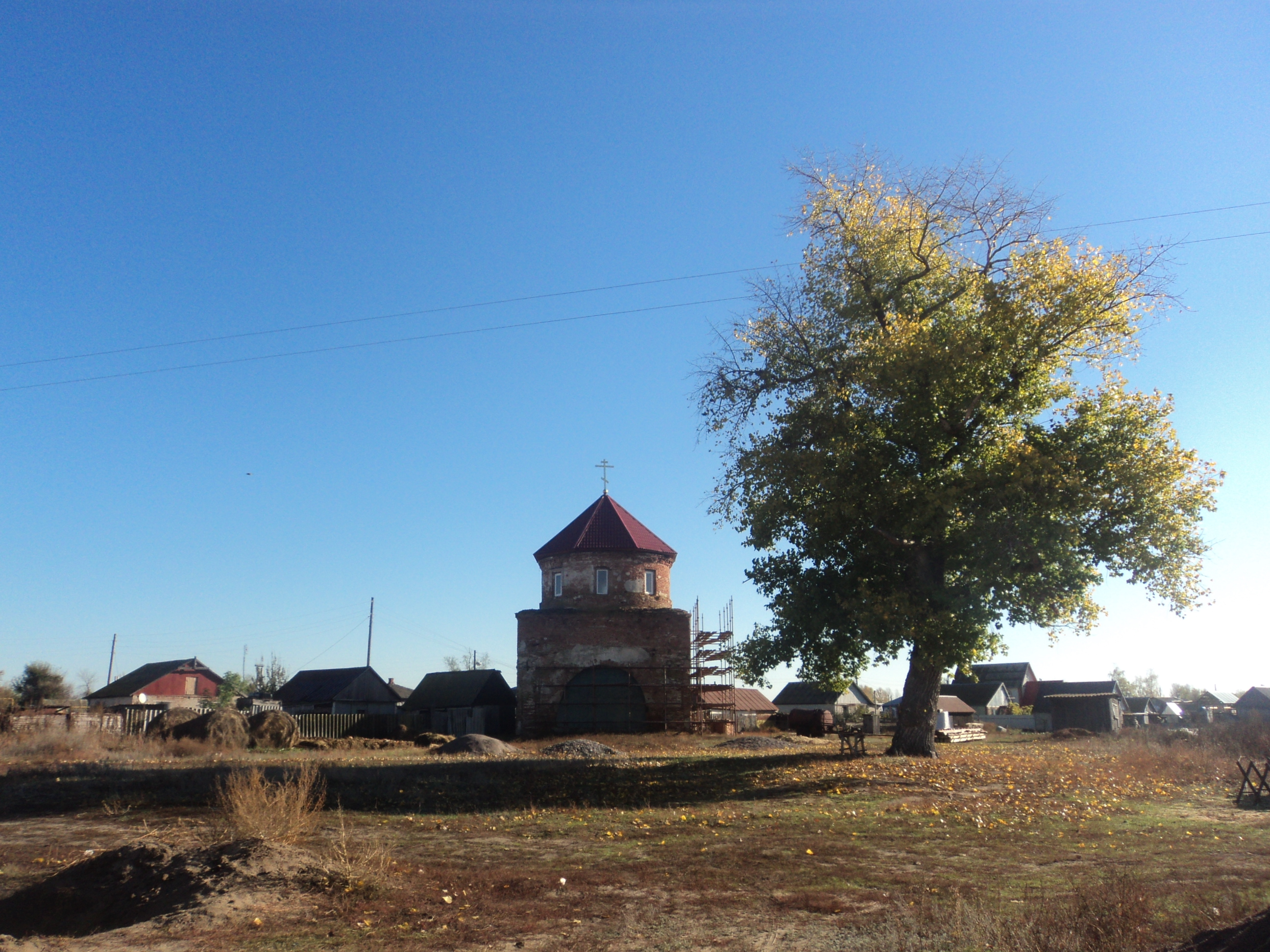
Церковь Николая Чудотворца, 2012 год

В 1823 году на собранные верующими средства на месте обветшавшей деревянной была построена и освящена кирпичная церковь в честь святого Николая Чудотворца.
В 1848 или 1849 году в селе появились «новожилы» из Казачьего линейного полка Старого Оскола. По легенде, эти казаки за храбрость, проявленную в русско-турецкой войне, были произведены в нижние офицерские чины, раскрепощены и вместе с семьями отпущены на волю. Им предоставлялось право поселиться, где захочется, а помещик не имел права им препятствовать и должен выделить им земельные участки определённого размера. Выбирая место для поселения, они дошли до Бабки. Вечером, разведя костры, казаки устроились на привал. Тем временем пан Завалевский прогуливался по селу и поспешил узнать, что за люди появились в его владениях. Завалевский предложил им остаться, рассчитывая закрепостить их. На следующий день казаки пришли к пану и сказали, что остаются. Завалевский выделил им земельные участки. После этого казаки потребовали выполнения всех условий царского указа, в котором говорились о большем наделе. Пан начал предлагать им переселиться в другие места, но казаки отправили ходока в столицу, который вернулся с царским письмом Завалевскому, в котором указывалось не препятствовать казакам. Пан отдал им худшие участки на востоке села.
У бабчан к новожилам на почве неодинаковых условий жизни была вражда или зависть. Село разделилось на две части. На западе («Ямка») жили старожилы, которые были крепостными крестьянами и относились к Александро-Донской волости. На востоке («Хвостовка») жили новожилы, которые считались государственными крестьянами и относились к Лосевской волости. Граница между двумя частями проходила по «грани», которая была отмежёвана в восточные части села. В селе были два общества, два старосты, два писаря и т. д.
В 1890 году была открыта четырёхклассная церковно-приходская школа. В 1905 году школа была переведена из церкви в отдельное здание («Есинская школа»), предоставленное зажиточным крестьянином Иосифом Максимовым.
В конце 1900 года помещик Фёдоров, проигравший большие деньги в карты, решил уехать в Лосево и продать там свои земли. Бабчане узнали об этом и отправили ходоков к Фёдорову, прося продать землю им. Зажиточные бабковские крестьяне купили земли.
К началу XX века наследницей Завалевских после смерти родителей стала 16-летняя дочь Наталья. Через несколько лет в село приехал одесский офицер М. С. Гайский. У него начался роман с Натальей Завалевской, и он предложил ей уехать с ним в Петербург, а землю продать. Гайский заявил, что продаст землю тем, кто на ней живёт. Так бабчане приобрели свои исконные земли.

### 1917—1954
Октябрьская революция внесла большие перемены в жизнь села. Бедняки добровольно шли в Красную Армию на Гражданскую войну. В начале 1918 года советская власть установилась в Воронежской губернии и Павловском уезде. Всеми делами уезда управлял председатель ревтрибунала Иван Иванович Иванов. Советская власть в Павловске установилась 11 февраля 1918 года решением уездного Совета рабочих, крестьянских и солдатских депутатов. Затем в селе Бабка был образован Сельский Совет. Иванов решил объединить два бабковских общества в одно, но натолкнулся на сопротивление бабчан и новожилов. Тогда он лично приехал в Бабку на тачанке с пулемётом и взводом конницы. После этого село было объединено. Начался передел земель: земли новожилов передавались бабчанам, а земли бабчан – новожилам.
21 сентября 1919 года белоказачьи войска Мамонтова форсировали Дон возле Верхнего Карабута, захватили село Бабка и хутор Крицкий, перерезали дорогу на Павловск и вышли к Лосеву. 22 сентября прибыли 7-й кавалерийский и 353-й полки Красной армии, которым было поручено выбить казаков из села. Красные потерпели неудачу и отступили. В ходе боевых действий село было освобождено от белогвардейцев, а 5 декабря 1919 года – весь Павловский уезд. В 1920 году Красная Армия вела операции против отряда атамана Колесникова, который беспокоил мирное население сёл Лосево, Бабка и др.
После окончания войны шло укрепление советской власти на местах. В 1922-1923 годах председателем сельсовета был Анпилогов Фёдор Терентьевич, воевавший в Первой мировой войне. В 1923 году в селе действовали 7 общественных колодцев, 2 общественных магазина по продаже хлеба, фельдшерский пункт, школа, изба-читальня. Издавалось местное публицистическое издание — «Живая газета». В 1928 году была закрыта церковь, и хранившиеся там книги, кроме богослужебных, были переданы в избу-читальню. В 1932 году были открыты библиотека и Дом культуры.
В июне 1929 года советское правительство объявило сплошную коллективизацию, а в ноябре – кампанию по борьбе с кулачеством. На общем собрании сельчан был образован колхоз имени Сталина. Некоторые жители были раскулачены и подверглись репрессиям. В 1935 году после XVII съезда ВКП(б) колхоз был разделён на два колхоза. Второй колхоз назывался имени XVII партсъезда и находился на западе села.
В первый день Великой Отечественной войны в Воронежской области было объявлено военное положение. Павловский район, по мере продвижения немецко-фашистских войск, стал прифронтовой территорией. Многие бабчане добровольно уходили на фронт. Линия фронта в этих местах с июля 1942 года по январь 1943 года проходила по реке Дон. Оборону по левому берегу занимал учебный батальон 121-й стрелковой дивизии, входившей в состав 6-й армии Воронежского фронта. Господствующие высоты (Задонская гора) с июля по ноябрь занимал 51 пехотный полк 23-й пехотной дивизии 2-й венгерской армии. С 25 ноября венгров сменили подразделения 2-й альпийской итальянской дивизии «Тридентина». Из-за артобстрелов было решено эвакуировать жителей в отдалённые населённые пункты Павловского района. Бабчане покидали свои дома неохотно. В ходе проведения Острогожско-Россошанской наступательной операции немецко-фашистские войска отступили с правого берега. Военнопленные, перед конвоированием их на село Лосево, содержались в погребе на колхозном дворе. В январе 1943 года бабчане стали возвращаться обратно.
После войны началось повсеместное восстановление экономики на территории СССР. Из-за связанных с этим трудностей жизнь сельчан была тяжёлой, а молодёжь стремилась уехать на поиски лучших условий жизни. В 1948 году по решению правительства в селе было решено создать орошаемые участки. Для этого начали рыть каналы и прокладывать трубы от озера Золотого до водораспределительного колодца, но из-за не очень плодородной земли пользы от этого было мало. В 1949 году колхозы на общем собрании объединили – в колхоз имени Сталина.
В сентябре 1953 года Пленум ЦК КПСС рассмотрел вопрос о положении дел в сельских хозяйствах. Было принято решение о быстром подъёме сельскохозяйственного производства.

### 1954—2011
В 1954 году Бабковский сельский совет из-за уменьшения численности населения был ликвидирован и переведён в Александровку Донскую.
В 1956 году работники сельского хозяйства Воронежской области обратились с призывом устроить соревнование за увеличение продукции животноводства и добились одобрения Хрущёва. В селе стали увеличивать поголовье скота, но из-за нехватки грамотных специалистов начался падёж телят. Увеличилось поголовье дойного стада коров. За хорошие хозяйственные показатели Воронежская область в декабре 1956 года была удостоена ордена Ленина. 165 тружеников области, в том числе жительница Бабки, были награждены орденом Ленина.
В середине 1950-х годов была построена электростанция местного значения, радиоузел, куплена и восстановлена мельница, которая быстро вышла из строя ввиду отсутствия хороших специалистов. В 1958 году в результате реорганизации МТС техника была передана колхозам, и в Бабке возникла тракторно-полеводческая бригада. В 1960-х годах колхозники материально стали жить лучше. Внедрялась механизация, устанавливались твёрдые закупочные цены, поступала новая техника.

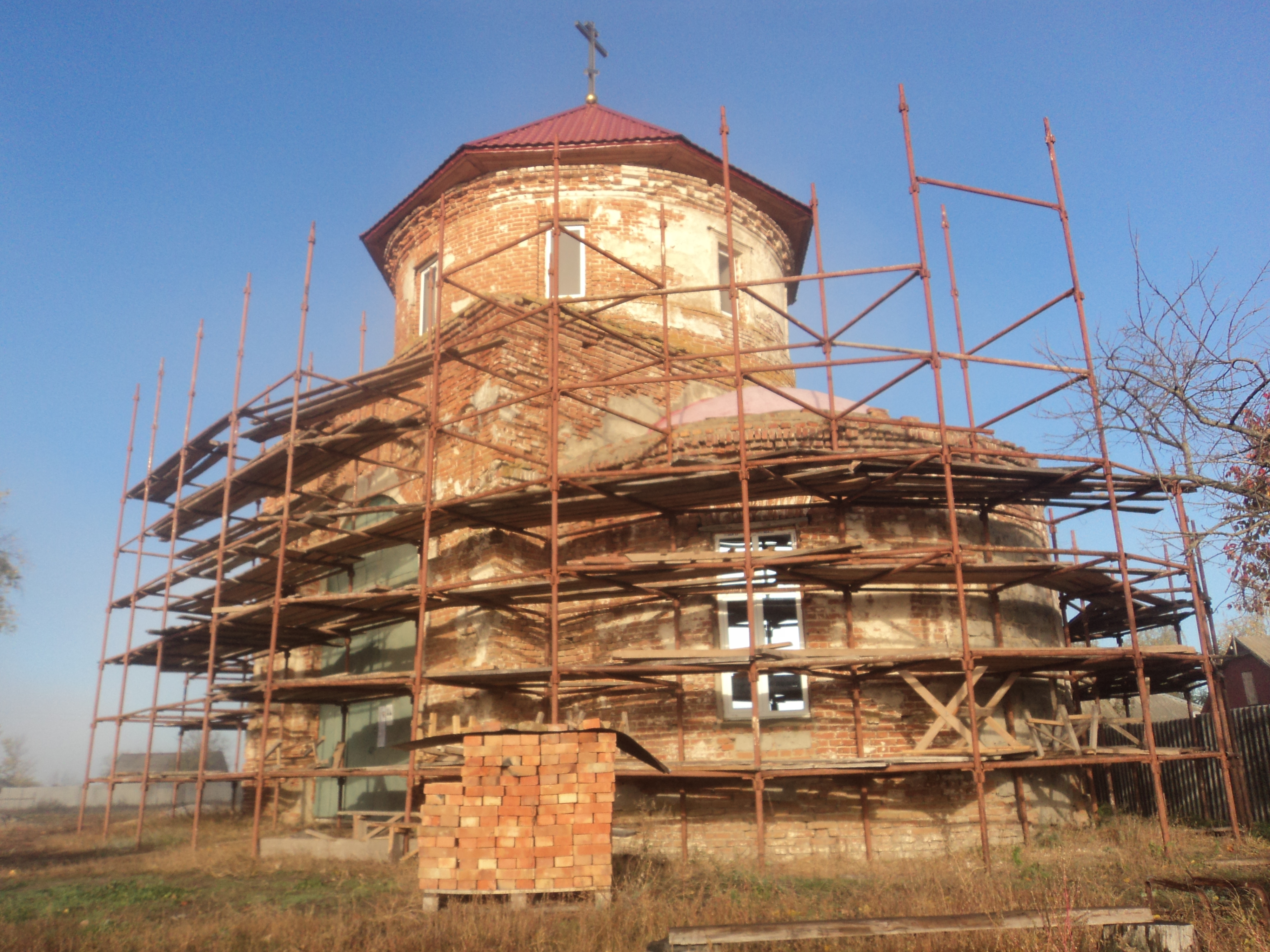
Церковь Николая Чудотворца во время реконструкции, 2012 год

В период застоя проводилась концентрация и специализация сельского хозяйства. Создавались предприятия по откорму крупного рогатого скота, свиней, производству яиц и мяса, птиц; также проводилось орошение, мелиорация земель, использование минеральных удобрений. В то же время социальному развитию села уделялось мало внимания. Молодёжь старалась уехать в город. В 1971 году было построено новое типовое здание Дома культуры, а в 1981 году – новое здание школы.
С 1985 года хозяйством руководил Вячеслав Сергеевич Ретунский. Он сумел приспособиться и приспособить хозяйство в новых условиях современной России. Однако некоторые отрасли хозяйства стали невыгодными и потому закрывались: овцеводство – в 1992 году, пчеловодство – в 1996 году, свиноводство – в 2000 году. Хозяйство, ставшее отделением «Тихий Дон» агрофирмы «Апротек», специализировалось на полеводстве и молочной продукции.
Хозяйственное развитие села находится в преодолении всеобщего сельскохозяйственного кризиса. В 1997 году была начата газификация села. Ныне в ведении депутата Н. М. Ольшанского находятся территории вдоль реки Дон, егерская служба охраняет лес, с помощью депутата проводился природный газ.
В 2008 году по инициативе жителей села начались работы по восстановлению церкви, которые продолжаются по настоящее время. Приход был зарегистрирован в 2012 году.

## Экономика села

### Социальное обслуживание
Предприятия торговли представлены магазинами потребительской кооперации и индивидуальных предпринимателей. В селе имеются дом культуры и библиотека. Медицинское обслуживание жителей села обеспечивают фельдшерско-акушерский пункт и Павловская центральная районная больница.
В 1997 году с помощью депутата Н. М. Ольшанского была начата газификация села. Газ используется в целях отопления жилых домов.
Жители села имеют возможность проводить спортивные мероприятия на спортивной площадке школы, а также в школьном спортзале.
Для захоронения умерших бабчане, как правило, используют кладбище, расположенное за границами села, к северо-западу.
|                    |  |                  |  |              |
| Магазин "Копеечка" |  | Магазин "Радуга" |  | Магазин № 18 |

### Связь и СМИ
Село телефонизировано. Доступна сотовая связь, обеспечиваемая операторами «Билайн», «МегаФон» и «МТС». Установленные в домах радиоточки принимают передачи радиостанции «Радио России». Доступны телевизионные передачи телеканалов: «Первый канал», «Россия», «Культура», НТВ, ТВ Центр и других.  

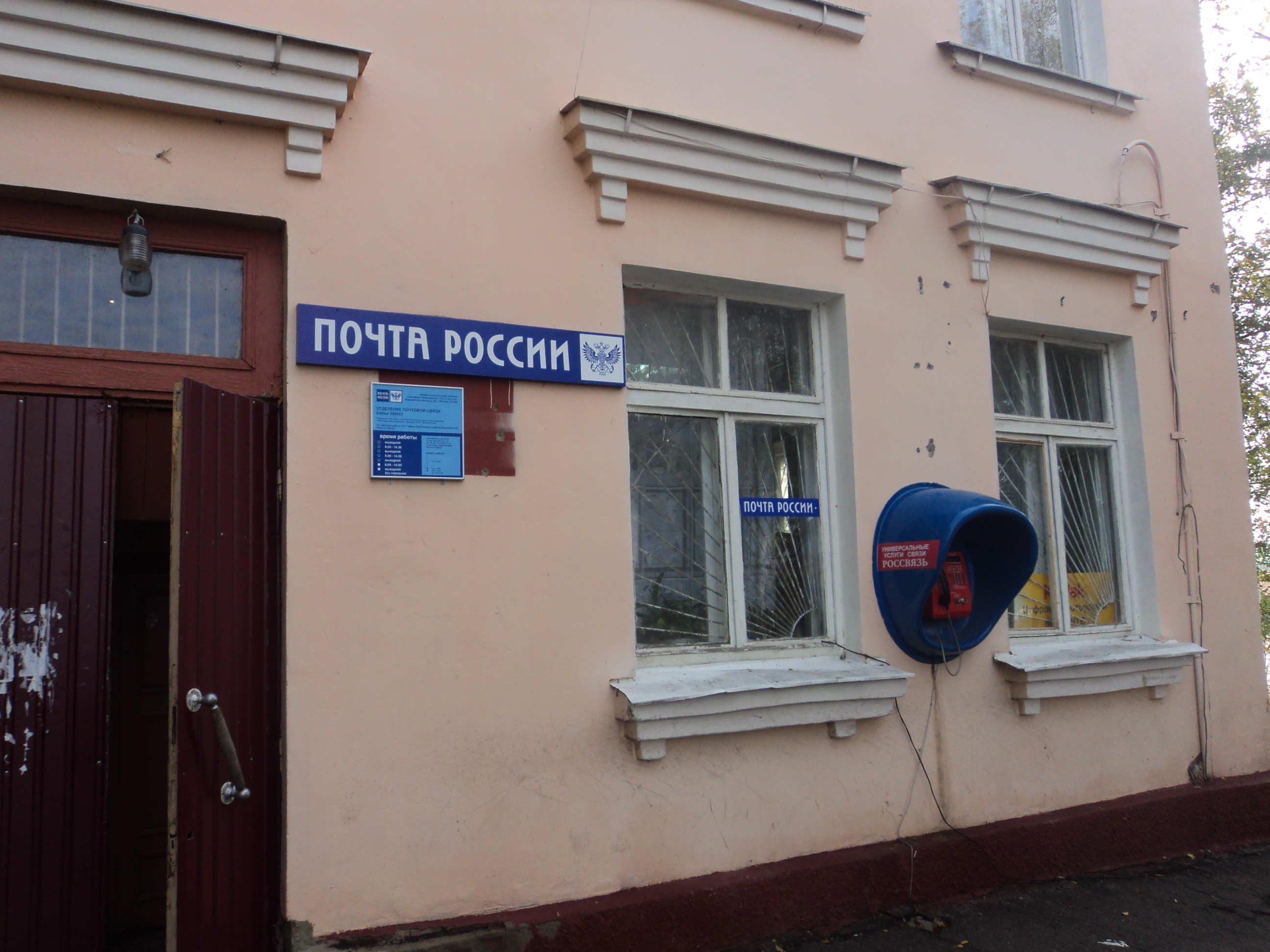
Вход в отделение почты в здании Дома культуры

В селе работает отделение почтовой связи ФГУП «Почта России», обслуживающее жителей села. В селе существует Интернет и спутниковое телевидение.
Основным источником информации о жизни района для жителей деревни является районная газета «Вести Придонья».

### Транспорт и дороги
Сообщение с областным и районным центрами — автобусное, обеспечиваемое предприятием автотранспорта города Павловска. Автобусы Бабка — Павловск курсируют 3 раза в день. Автобус в Бабке делает две остановки: у дома культуры и возле магазина №18. Автобус в Павловск следует примерно в 6.30, 12.30 и 18.00.  Ближайшая пассажирская железнодорожная станция, связывающая население с крупнейшими городами России, расположена в посёлке Подгоренский, в 45 км от села.
Дороги по улицам села грунтовые (Лесная улица, Первомайская улица, часть Пролетарской улицы) и асфальтированные (Центральная улица, Плахиных, большая часть Пролетарской улицы).

## Население
Жители села по национальности русские, православного вероисповедания, являются прихожанами Никольской церкви.
По состоянию на 2002 год численность жителей составляла 658 человек. Из них 53 дошкольника, 86 учащихся, 200 пенсионеров, 168 человек работало в колхозе, 4 — в Доме культуры, 2 — в магазинах, 4 — на почте, 27 человек — в школе, 3 — в медпункте, остальные жители работают в Павловске, служат в армии, учатся в учебных заведениях: 17 — в средних специальных, 13 — в высших. Неработающей молодёжи и безработных было мало.
| Численность жителей Бабки по годам |       |       |       |       |      |      |      |      |      |      |      |
| 1859                               | 1888  | 1900  | 1906  | 1925  | 1929 | 1980 | 2002 | 2007 | 2009 | 2010 | 2011 |
| 1034                               | ↗1622 | ↗1951 | ↗2269 | ↗2462 | 2451 | ↘682 | ↘658 | ↗729 | ↗770 | ↘704 | ↘686 |

## Архитектура и достопримечательности

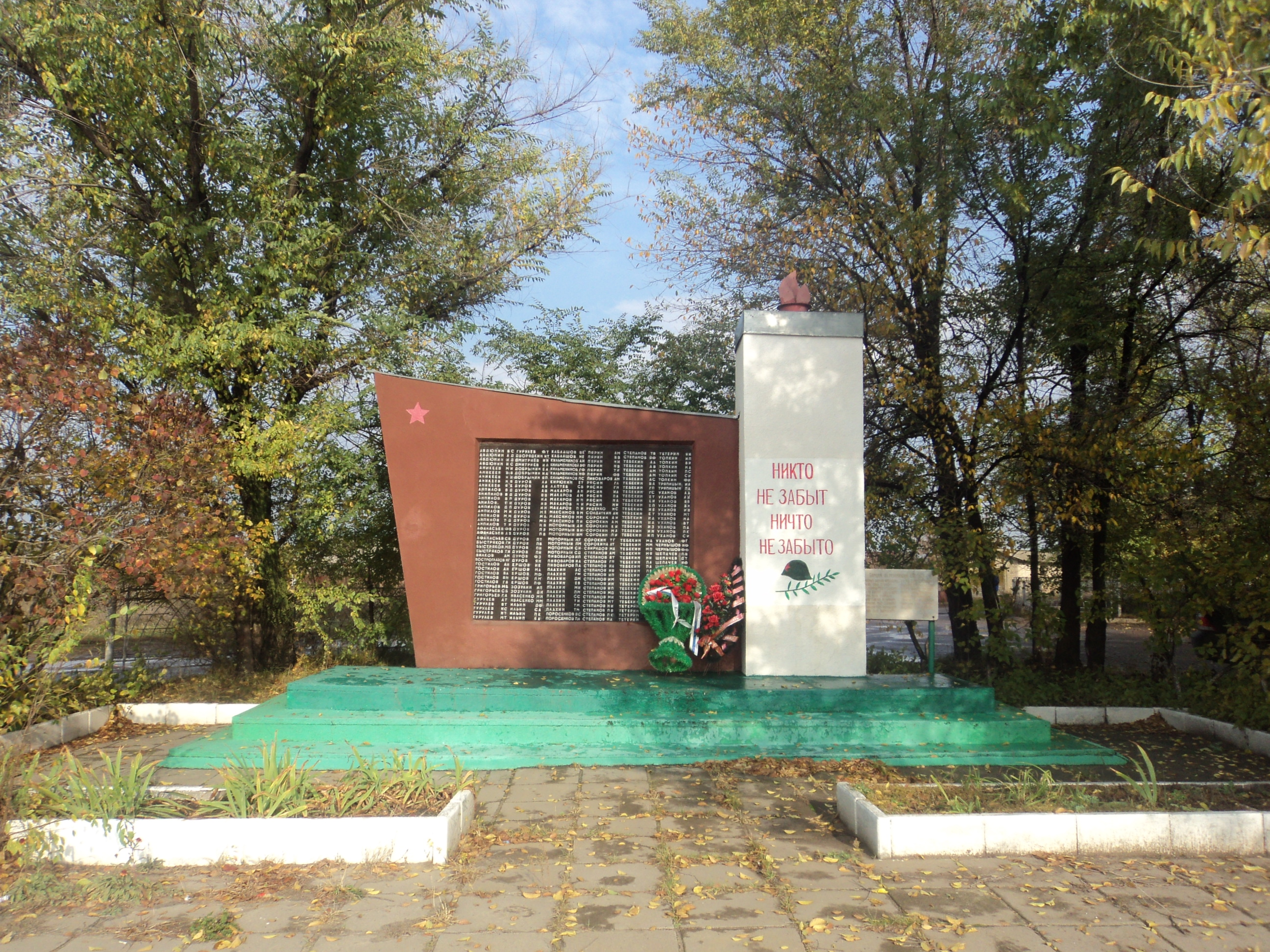
Памятник погибшим в Великой Отечественной войне

В селе 274 двора (2002). Жилые дома в селе кирпичные или деревянные, некоторые из которых были построены более полувека назад. Многие деревянные дома из бруса облицованы кирпичом.
Дворы, как правило, имеют П-образную планировку, имеют деревянные или металлические ворота. Сады примыкают к фасаду жилых домов и огорожены заборами. Земельные участки жителей огорожены только по периметру села (между участками разных хозяев заборы отсутствуют).
В селе 5 улиц: Лесная (по лесу, расположенному близ села; также в разговорной речи используется название Нижняя улица из-за расположения ниже уровня остальной части села), Центральная (главная сельская улица), Первомайская (в честь праздника Первого мая), братьев Плахиных (в честь уроженцев села) и Пролетарская (в честь пролетариата).
К примечательным архитектурным сооружениям можно отнести:
- Дом культуры (ул. Центральная, 44). Построен в 1971 году. Двухэтажное здание, имеющее черты классицизма. В центре фасада расположены полуколонны и фронтон. На фронтоне изображён герб СССР. Вход оформлен полукруглым порталом. Типовой проект — похожие здания с незначительными отличиями были построены в Александровке, Воронцовке, Песках и Ерышёвке.
- Здание средней школы (ул. Центральная, 42). Построено в 1981 году. Одноэтажное здание из белого кирпича.
- Никольская церковь (ул. Центральная, 49а). Построена в 1823 году.

В центре села возле дома культуры установлен памятник односельчанам, не вернувшимся с полей сражений Великой Отечественной войны (1970).

## Образование и культура

### Образование

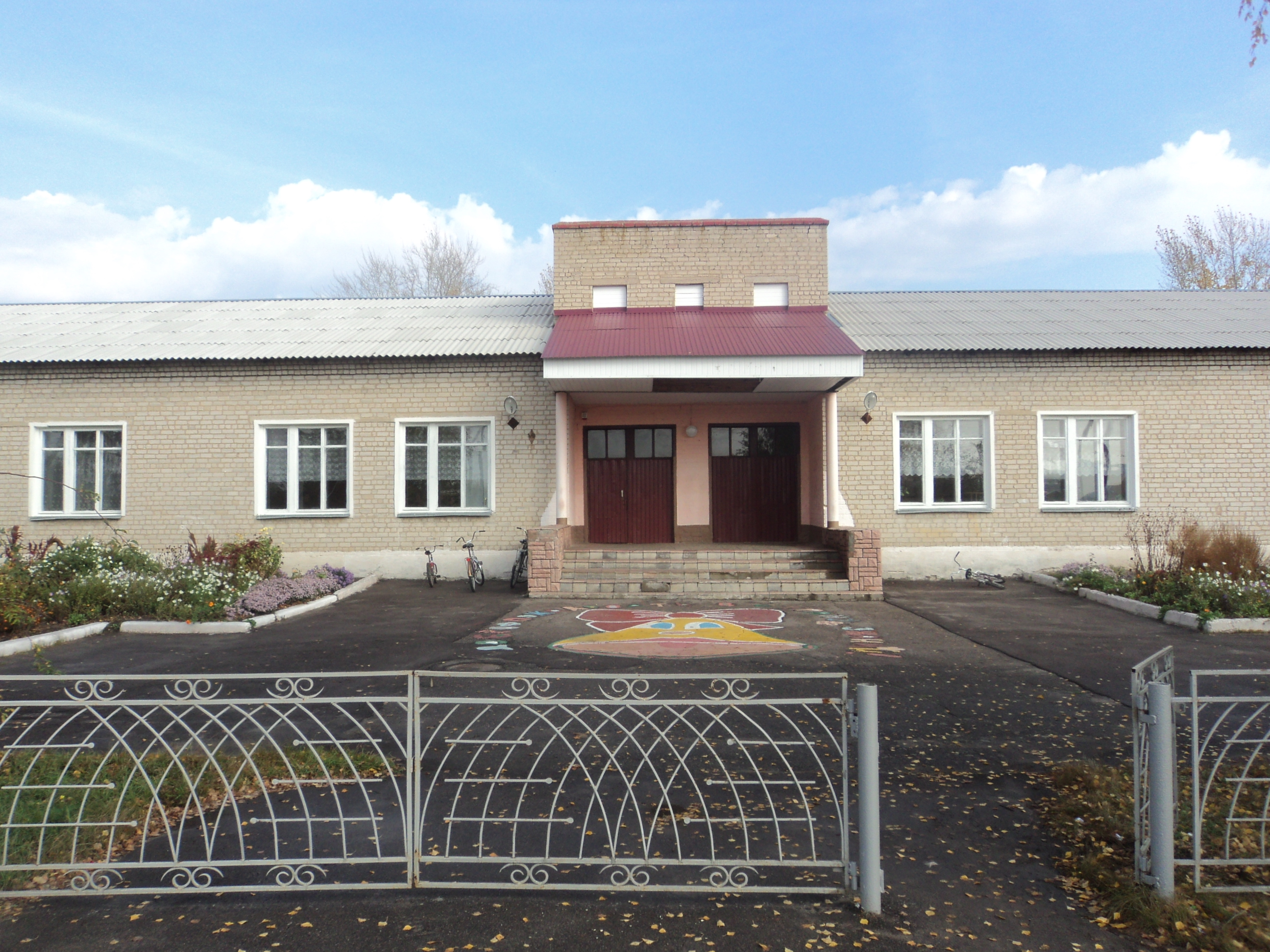
Здание средней школы

Школьное образование в селе Бабка берёт своё начало в 1877 году. Обучение проходило на дому только для мальчиков. В 1890 году была открыта 4-классная церковно-приходская школа. Первоначально школа располагалась в здании церкви, а в 1905 году была переведена в отдельное здание, названное «Есинской школой», по имени зажиточного крестьянина Иосифа Максимова, предоставившего помещение. В 1923 году в школе работало 4 учителя и училось 235 детей. В 1931 году школа была реорганизована в 7-летнюю, а 1956 году — в 8-летнюю.
В 1960-х годах школьные здания на территории церкви уже не отвечали современным требованиям. В 1978 году началось строительство нового здания школы рядом с Домом культуры. 2 ноября 1981 года новое здание было открыто. В 1991 году школа стала средней. В 1999 году был открыт школьный музей.

### Культура

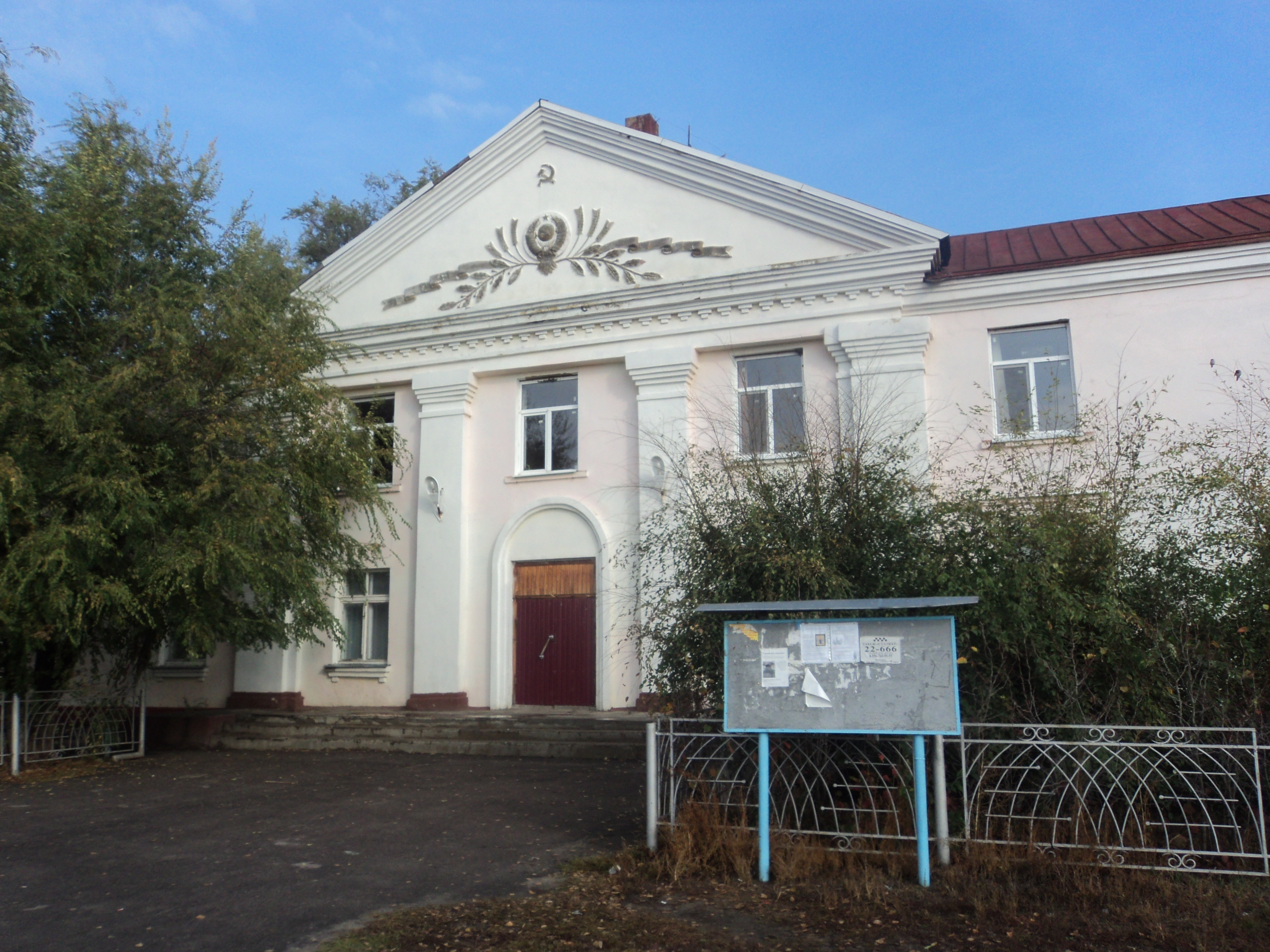
Дом культуры

В 1932 году была открыта сельская библиотека. Во время войны, в связи с тем, что книги из библиотечного фонда были разобраны по домам, библиотека была преобразована в избу-читальню. В 1954 году, после накопления необходимого количества экземпляров, библиотека была вновь открыта. С 1970-х годов библиотека располагается в доме культуры. В 1999 году в библиотеке насчитывалось 10054 экземпляра и более 20 названий периодических изданий.
Сельский клуб (дом культуры) был открыт также в 1932 году. В доме культуры демонстрировались фильмы и велась культурно-массовая работа, был организован драматический кружок. В 1971 году было построено современное типовое здание. Действовал вокально-инструментальный ансамбль, хор ветеранов войны и труда «Дубравушка», детский танцевальный кружок.

## Известные бабчане
- Ампилов Иван Георгиевич (р. 1926) — педагог, краевед. Родился в селе.
- Василий (Василий Никитович Максимов; 1887—1937) — протоиерей, священномученик. Родился в селе.
- Попов Василий Иванович (1854—1905) — музыкальный деятель, священник. Родился в селе.
- Степанов Максим Викторович (р. 1972) — тренер, основатель клуба «Самооборона 100%». Родился в селе.